# Американский кулик-сорока
Американский кулик-сорока (лат. Haematopus palliatus) — птица из семейства куликов-сорок (Haematopodidae).
Вид распространён вдоль атлантического побережья Америки от восточных штатов США до Бразилии, Уругвая и Аргентины, и вдоль тихоокеанского побережья Калифорнии, Мексики, Центральной Америки, Перу и Чили.
Птица длиной до 42 см, размах крыльев 76 см, масса 665—735 г. Голова и шея чёрные. Спина, крылья и хвост тёмно-коричневые. Нижняя часть тела белая. Длинный и крепкий клюв яркого оранжевого цвета. Ноги бледно-розовые. Окологлазное кольцо красное.
Обитает вдоль морского побережья на скалистых и песчаных берегах. Питается преимущественно двустворчатыми моллюсками, реже крабами, полихетами и другими морскими беспозвоночными. Сезон размножения приходится на апрель-июль. Гнездо представляет собой неглубокое углубление среди камней, на расстоянии примерно 30 м от границы моря. Кладка состоит из 2—4 яиц. Яйца серого цвета с тёмно-коричневыми точками. Насиживают оба партнёра. Инкубация продолжается 25—27 дней. Птенцы уже через 2 часа после вылупления оставляют гнездо, а через 35 дней уже могут летать.